# Pilespids
En pilespids er en spids for enden af en pil, der sættes på for at gøre den dødelig eller til at opfylde særlige formål. De tidligste pilespidser var lavet af sten og af organisk materiale. I takt med at civilisationerne udviklede ny teknologi blev pilespidserne fremstillet i andet materiale som bronze, jern og stål. Pilespidser er vigtige arkæologiske genstande; de er en underklasse af projektilspidser. Moderne entusiaster "producerer over en million nye spyd- og pilespidser om året".

## Historie
De ældste pilespidser der er fundet er fremstillet af sten, og de kan dateres mere end 64.000 år tilbage, og blev udgravet i lag af gamle sedimenter i Sibuduhulen i Sydafrika. Undersøgelser fandt rester af blod og benrester, samt lim lavet af en plantebaseret harpils, der blev brugt til at fastgøre pilespidserne på et træskaft. Dette indikerer kognitivt krævende tænkning, for at fremstille lim til dette formål.
Over hele kloden har man fund fra stenalderen af pilespidser i sten. Typerne flint, obsidian eller chert er de mest fremherskende, med lokale præferencer alt efter hvilken type undergrund der har været i området. Spidserne er fremstillet ved flinthugning, hvor der hugges stykke eller flager af en større sten, for at forme den til en pilespids. Formen og tilhugningen af disse pilespidser har udviklet sig igennem stenalderen, og kan derfor bruges til datering af andre fund fra samme område. I stenalderen har man også benyttet spidser af ben som man har skåret og slebet i form til en spids. Disse er ligeledes blevet bevaret, da det er svært nedbrydeligt materiale. "Jagt med bue og pil kræver kompliceret planlægning på flere niveauer i indsamling af materialer og fremstilling af værktøj der indikerer innovative sociale færdigheder og avanceret kommunikation."
Da bronze begyndte at bliver udvundet, gik man over til også at støbe pilespidser i dette materiale. Dette gjorde det muligt at udvikle formen på spidserne yderligere, og fremstille mere specialiserede pile til særlige formål. I bronzealderen brugte man stadig spidser af sten, da bronze var et dyrt materiale som ikke var bredt tilgængeligt.
I jernalderen begyndte man at bruge jern til pilespidser, og disse blev smedet, frem for at støbe dem som man gjorde med bronze. Jern blev det primære materiale til pilespidser i de følgende mange hundrede år i det omfang at stål ikke blev brugt. Der findes derfor pilespidser i jern fra jernalderen og helt op til moderne tid. I moderne tid har man også fremstillet pilespidser i højkvalitets stål samt af messing.

## Design
Pilespidser bliver fastgjort til et pileskaft, og bliver skudt afsted med en bue. Spidser i lignende form kan sættes på spyd og enten kastes direkte med hånden, eller ved hjælp af en atlatl.
Pilespidsen er den primære funktionelle del på en pil, og den spiller den største rolle i henhold til anvendelsen af pilen. På nogle pile kan blot være skaftet, der er spidset til i den ene ende, mens der for andre kan bliver fremstillet pilespidser i metal, horn, sten eller andre hårde materialer.
Pilespidser kan enten sættes på skaftet som en hætte (også kaldet en dølle) eller en tang, der går ned i skaftet selve skaftet. Der findes også typer, hvor skaftet splittes og spidsen sættes ned og fastgøres. Pilespidser med dølle sætte over enden af skaftet og kan blive sat fast med lim. I middelalderens Europa blev pilespidser ofte sat fast med smeltet voks fra et lys, kort inden de blev affyret. Dette gjorde at spidsen nemt ville hevet af skaftet, hvis en fjende der var ramt, forsøgte at hive pile ud igen. Splittede skafter kræver at spidsen bliver sat fast med sene, snor eller lignende.
Moderne pilespidser til jagt findes i mage forskellige størrelser og typer. Mange nutidige bueskytter benytter moderne stål med højt carbonindhold til spidser af mere traditionelle typer, som man bruge i stenalderen eller middelalderen.

## Varianter
Pilespidser bliver normalt kategoriseret som følger:
- Bodkinspidser er korte kraftige pilespidser med et lille tværsnit. De blev fremstillet i uhærdet jern, og blev brugt på både lang og kort afstand. Tidligere er det blevet foreslået, at bodkinspidser blev brugt for at kunne penetrere rustning, men nyere forskning viser, at der ikke var hærdede bodkinspidser, så de er sandsynligvis blevet designet med denne form for at øge rækkeviden, eller for at gøre dem simplere og billigere at producere i forhold til broadhead-spidser.[9] I moderne test har direkte skud med hærdede bodkinspidser i stål penetreret ringbrynje i damasceret stål.[10] Buer havde dog ganske lille effekt på pladerustning, som blev udbredt bland riddere i slutningen af 1300-tallet.[11]
- Bluntspidser er ikke spidse pilespidser, der bruges til forskellige typer bueskydning, heriblandt jagt på mindre dyr, hvor man ikke ønsker at ødelægge pelsen eller forsøger at lamslå dyret frem for at slå de ihjel. I moderne tid bliver bluntspidser typisk lavet af metal eller hård gummi, men tidligere har man også lavet dem i træ.
- Judospidser har små stykke metaltråd der går ud fra siden af spidsen. De er beregnet til at skyde efter mål tæt ved jorden, da metaltrådene vil fange i græsset eller jorden og gør at pilen ikke forsvinder ned i underlaget.[6] Disse bruges til træning og mindre vildt.

- Broadheadspidser blev brugt til krig, og benyttes stadig til jagt. De findes med både to, tre og fire skarpe blade. Middelalderlige broadheadspidser blev både fremstillet i jern og i stål,[9] og nogle gange med hærdede kanter. De havde normalt to til fire skarpe blade der var designet til at lave stor skade, så offeret ville bløde så meget som muligt. Deres funktion var at lave et bredt sår der blev skåret op for at dræbe så hurtigt som muligt. Broadheads med tre blade " der er sat med 120° graders mellemrum. de er blev brugt både i Europa og i Mellemøsten, men har været mindre udbredte i Sydøstasien.[12] De er dyre, idet fremstillingen er vanskelig, og de ødelægger typisk målet, så de bruges sjældent til træning. I moderne tid benyttes to forskellige typer broadheads af jægere; "fikserede broadheads" og "mekaniske broadheads". På fikserede broadheads sidder bladene fast, og kan ikke flyttes, mens de mekaniske slår bladene ud, når målet rammes.

De mekaniske spidser flyver bedre, da de er mere strømlinede og aerodynamiske, men penetrerer mindre, da noget af den kinetiske energi bliver brugt til at slå bladene ud. 
- Targetspidser er projektilformede spidser, der er designet til konkurrencer uden at gøre stor skade på målet.
- Feltspidser (field head) minder om targetspidser men har en "skulder", der gør at de ikke penetrerer målet særlig dybt, hvilket gør dem nemmere at trække ud efterfølgende. De bruges også til træning af jægere, da de har nogenlunde samme flyveegenskaber og vægt som broadheads, men uden sætte sig meget fast i træer eller lignende hvis målet ikke rammes, således, at de er nemmere at fjerne igen.
- Sikkerhedspile fremstilles i forskellige former til reenactmentkampe og liverollespil så de laver så lidt skade som muligt på personer. Disse pile kan være meget store og/eller polstrede. I kombination med buer med begrænset trækvægt og disse spidser giver de færre skader ved brug under kampe. Størrelsen og materialet kan variere alt efter deltagere, og hvilke risici deltagerne kan acceptere. Eksempelvis foreskriver SCA's regler at man bruger mindst 1,25" i diameter, med buer der ikke må have en trækvægt på over 50 lb (23 kg)  ved et træk på 28 inchs (710 mm) mod personer med rustning.[7]